# Yoshie Ueno
Yoshie Ueno (n. 1 iulie 1983, Yubetsu⁠(d), Prefectura Hokkaidō, Japonia) este o sportivă ce a reprezentat Japonia, medaliată olimpică. A participat la o ediție a Jocurilor Olimpice (2012) în care a câștigat o medalie de bronz.